# アダム・ホックシールド
アダム・ホークシルド（Adam Hochschild、1942年 - ）は、アメリカ合衆国・ニューヨーク市生まれの作家、ジャーナリスト。

## 略歴
学生時代の夏休みに、南アフリカ共和国反政府新聞に参加。1964年、ミシシッピで公民権運動。ベトナム戦争反戦運動に参加。
1970年代、雑誌『マザージョーンズ』を共同設立
現在カリフォルニア大学バークレー校大学院でライティングを教えている。1999年にダフ・クーパー賞を受賞。
妻は社会学者のArlie Russell Hochschild
記事執筆：The New Yorker, Harper's Magazine, The New York Review of Books, The New York Times Magazine, The Nation
コメンテーター：National Public Radio, All Things Considered

## 作品
- Half the Way Home: a Memoir of Father and Son (1986年)
- The Mirror at Midnight: a South African Journey (1990年; 新版2007年)
- The Unquiet Ghost: Russians Remember Stalin (1994年; 新版2003年)
- Finding the Trapdoor: Essays, Portraits, Travels (1997年)
- King Leopold's Ghost|King Leopold's Ghost（レオポルド王の霊）: A Story of Greed, Terror, and Heroism in Colonial Africa (1998年; 新版 2006年)：ベルギーレオポルド2世のコンゴ自由国の歴史
- Bury the Chains: Prophets and Rebels in the Fight to Free an Empire's Slaves, (2005年)：大英帝国の反奴隷制運動を扱う